# Anderen
Anderen (Drents: Aandern) is een dorp in de gemeente Aa en Hunze, in de Nederlandse provincie Drenthe. In het dorp wonen circa 250 bewoners (2023) en in de omgeving van het dorp circa 30.
Anderen ligt tussen Rolde en Eext, even ten zuiden van Anloo in het Nationaal landschap de Drentsche Aa en grenst aan het Balloërveld, een uitgestrekt heidegebied.

## Geschiedenis
In Anderen zijn, evenals in Drouwen, stenen vuistbijlen gevonden uit 60.000 v.Chr. Dit zijn de oudste bewijzen van bewoning in Drenthe.
De plaats bestaat al zeker meer dan 600 jaar. Enkele gebinten van de boerderij aan het Hagenend 3 stamden uit 1385. De historische boerderij, een rijksmonument, brandde op 25 augustus 2011 volledig af.